# Santa Isabel do Pará
Santa Isabel do Pará ook Santa Izabel do Pará is een gemeente in de Braziliaanse deelstaat Pará. Het is onderdeel van de regiometropool Belém. De gemeente telt 55.570 inwoners (schatting 2009).

## Verkeer en vervoer
De stad ligt aan de radiale snelweg BR-010 tussen Brasilia en Belém. Daarnaast ligt ze aan de snelwegen BR-316 en PA-140.